# Tony Tillohash
Tony Tillohash (nascut a Kaibab, Arizona) fou un amerindi paiute que treballà amb el lingüista Edward Sapir per a descriure el paiute del sud.
El 1910 Tillohash fou arrabassat de la seva llar a Utah per anar a la Carlisle Indian Industrial School a Carlisle (Pennsilvània). Allí Tillohash començà a treballar amb Sapir i fou empleat a la propera Universitat de Pennsilvània.
Junts van gravar moltes cançons paiute i Sapir va descriure la memòria musical de Tillohash amb certa sorpresa:
Malgrat els seus cinc anys d'absència de la llar, la memòria musical de Tony era bastant notable. A més de les cançons mítiques [és a dir, els mites recitats], més de dos-centes altres cançons de diversos tipus (tres o quatre varietats de "crit" o cançons de dol, cançons de dansa de l'os, danses en corro, cançons de la ghostdance, cançons de medicin, cançons de joc, cançons de cabelleres, i altres menys fàcils de classificar) es van obtenir d'ell.
El treball va portar en última instància a un gran llibre descriptiu de la llengua, que ara es considera un clàssic de la lingüística.
Després dels seus estudis a Carlisle, Tillohash va tornar a Utah i es va casar amb una dona Shivwits Paiute. Plegats fundaren una família i poraren un ranxo de ramat. Fou elegit president de la Banda Shivwits de Paiutes. Ell i Stewart Snow observaren els canvis que la Gran Depressió i el New Deal Indi va afectar la seva tribu quan va escriure el 1940: "Durant els últims sis anys hem depès en gran manera de les diferents agències federals. Les nostres finques s'han descuidat una mica." Va servir en el consell tribal durant la dècada del 1940.